# Schneeziege

Verbreitungskarte

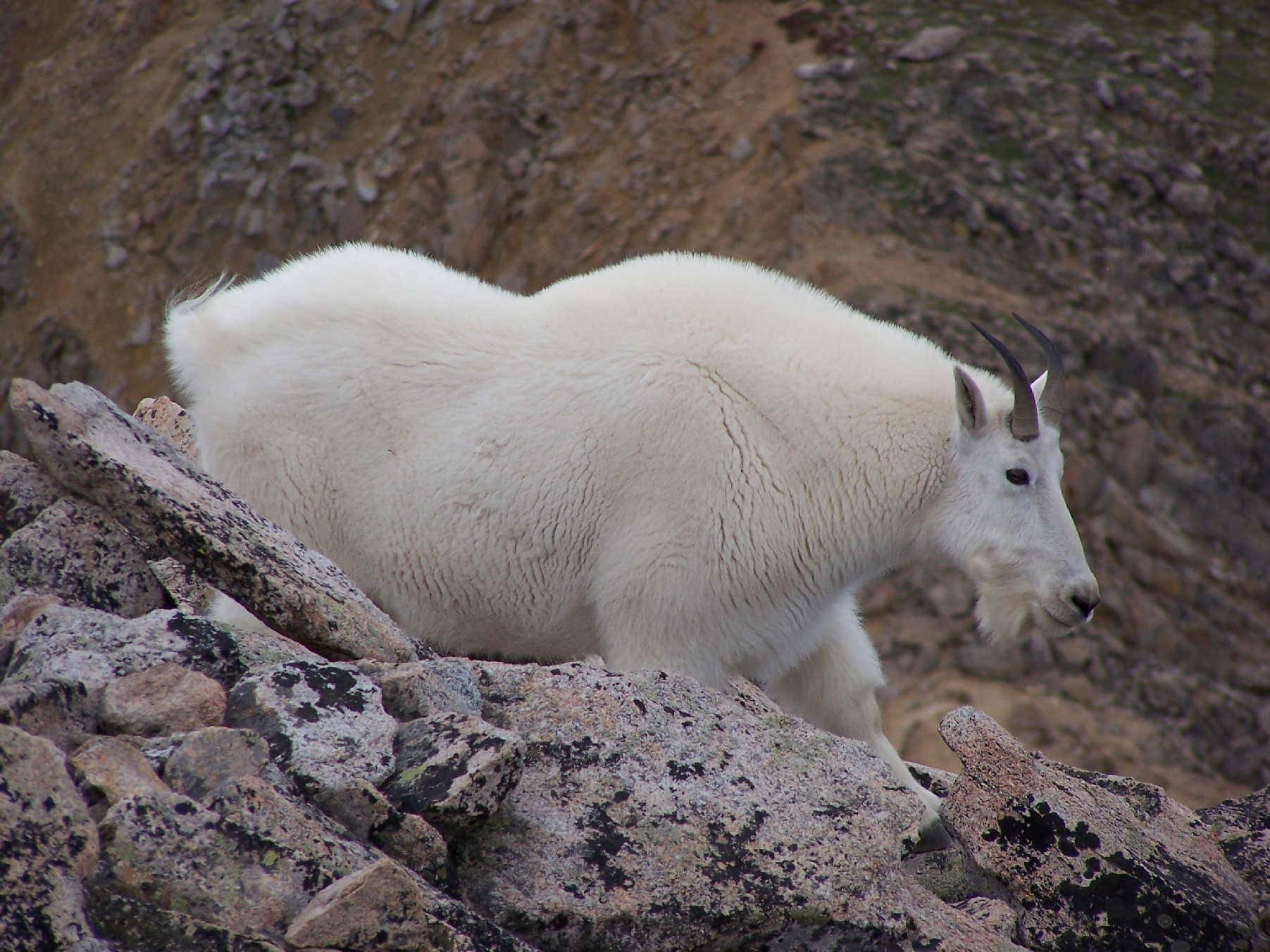
Schneeziege in Colorado

Die Schneeziege (Oreamnos americanus), auch Bergziege genannt, ist eine in den Gebirgsregionen Nordamerikas beheimatete Säugetierart aus der Gruppe der Ziegenartigen (Caprini).

## Merkmale
Schneeziegen erreichen eine Kopf-Rumpf-Länge von 120 bis 160 Zentimetern, der Schwanz ist ein 10 bis 20 Zentimeter langer Stummel. Die Schulterhöhe beträgt 90 bis 120 Zentimeter, Männchen sind um 10 bis 30 % größer als Weibchen. Das Gewicht beträgt bei Weibchen 55 bis 70 Kilogramm und bei Männchen 60 bis 80 Kilogramm, in Ausnahmefällen bis zu 140 Kilogramm. Der kräftige Körper wird von muskulösen Beinen getragen. Die großen Klauen sind an ein Leben in Gebirgsregionen angepasst. Das Fell der Schneeziegen ist im Sommer relativ kurz und weiß gefärbt, im Winter wird es länger, zotteliger und eher gelblich. Das Unterfell ist dicht und wollig. Am Nacken erstreckt sich ein Höcker aus Haaren; beide Geschlechter tragen einen Kinnbart. Die Augen und die Nasenspitze sind schwarz und kontrastieren stark mit dem weißen Gesichtsfell. Beide Geschlechter tragen schwarze Hörner, die leicht nach hinten gewölbt und 20 bis 30 Zentimeter lang sind.

## Verbreitung
Schneeziegen sind in den nördlichen Rocky Mountains beheimatet. Das natürliche Verbreitungsgebiet umfasst das südöstliche Alaska, das westliche Kanada und die nordwestlichen USA (bis zu den Bundesstaaten Washington, West-Montana und Idaho). In einigen Regionen der USA (South Dakota und Colorado) wurden sie eingeführt. Ihr Lebensraum sind steile, felsige Gebirgsregionen, wo sie etwa auf alpinen Wiesen und Klippen leben. Im Sommer halten sie sich in Gebieten bis zu 5000 Metern Höhe auf, im Winter wandern sie in tiefergelegene Regionen hinunter.

## Lebensweise

### Aktivitätszeiten und Sozialverhalten

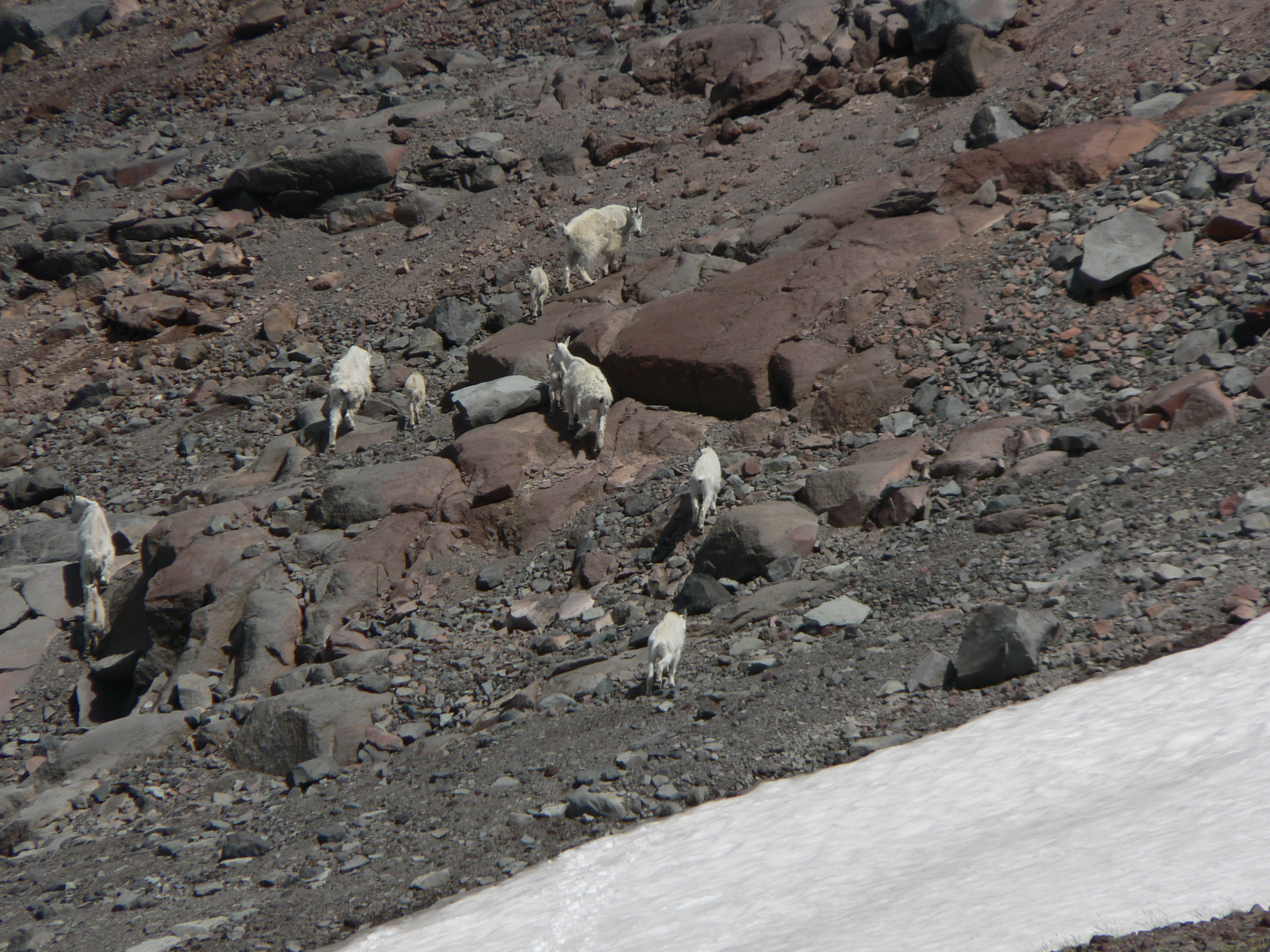
Eine Gruppe Schneeziegen im Mount-Rainier-Nationalpark

Schneeziegen sind generell eher am frühen Morgen und am späten Nachmittag aktiv, oft suchen sie aber auch in der Nacht nach Nahrung. Zur Ruhe ziehen sie sich oft in flache Bodensenken zurück, die sie mit den Vorderbeinen ausgescharrt haben. Sie sind ausgezeichnete Kletterer, die in 20 Minuten über 450 Höhenmeter überwinden können.
In den Sommermonaten leben sie in kleinen Gruppen von höchstens vier Tieren. Erwachsene Männchen hingegen sind Einzelgänger. In dieser Zeit umfassen ihre Reviere durchschnittlich 23 km2. Im Winter schließen sie sich zu großen Herden mit deutlich kleineren Streifgebieten zusammen. Verglichen mit anderen Paarhufern können die Weibchen deutlich aggressiver sein und gegeneinander Kämpfe um das Territorium oder begrenzte Nahrungsressourcen austragen.

### Nahrung
Die Nahrung variiert während des Jahres und besteht generell aus Gräsern, Blättern, Nadelblättern, Moosen, Flechten und anderen Pflanzenteilen. Insbesondere im Frühling wird gerne Salz aufgenommen.

### Fortpflanzung

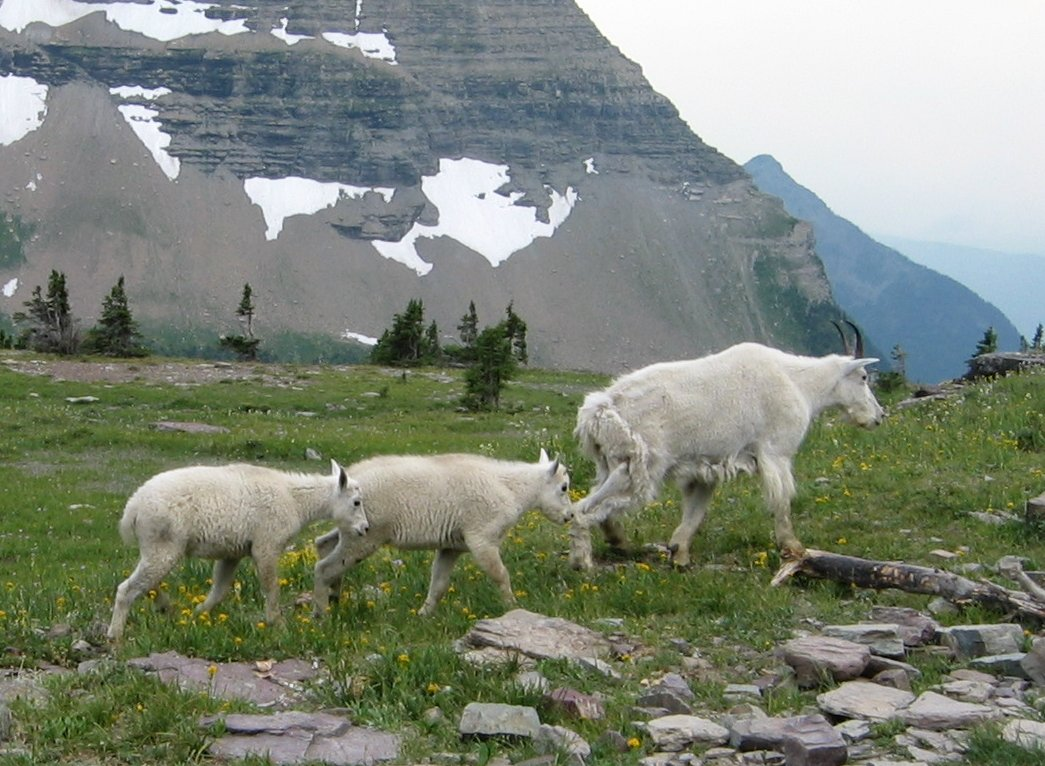
Schneeziege mit zwei Jungtieren

Die Paarungszeit fällt in die Monate November bis Januar. Die Männchen versuchen dann, Zugang zu einem Weibchen oder einer Weibchengruppe zu erlangen, indem sie sich seitlich annähern. Das Fell des Weibchens wird beleckt und sie wird in ihre Flanken getreten. Wenn das Weibchen die Bemühungen eines Männchens annimmt, schließen sie sich zu einer kurzlebigen Verbindung zusammen. In dieser Zeit versucht das Männchen, Kontrahenten von seinem Weibchen fernzuhalten. Dabei kann es auch zu aggressiven Kämpfen zwischen den Männchen kommen, bei denen sie versuchen, die Hörner in die Flanke des Gegners zu rammen, was schwere, mitunter tödliche Verletzungen verursachen kann.
Nach einer rund 180-tägigen Tragzeit bringt das Weibchen im Mai oder Juni meist ein einzelnes Jungtier zur Welt, selten Zwillinge oder Drillinge. Die Jungen sind Nestflüchter und können der Mutter binnen kurzer Zeit folgen. Im Alter von drei bis vier Monaten werden sie entwöhnt. Kurz vor der Geburt des nächsten Jungtieres werden sie von der Mutter vertrieben. Die Geschlechtsreife tritt mit rund 2,5 Jahren ein.
Schneeziegen erreichen in freier Wildbahn ein Alter von 12 bis 15 Jahren, das Höchstalter eines Weibchen betrug 18 Jahre. Die Lebenserwartung hängt stark von der Abnutzung der Zähne ab.

### Fressfeinde
Der wichtigste natürliche Feind ist der Puma. In tiefer gelegenen Gebieten werden besonders Jungtiere auch von Kanadischen Luchsen, Braunbären, Wölfen und Vielfraßen angegriffen. Die Muttertiere verteidigen sich und ihre Jungen mit ihrer Kampftechnik allerdings manchmal erfolgreich. In einem berichteten Fall ging ein Angriff von einem Jungbären auf eine Schneeziege für den Angreifer sogar tödlich aus. Ziemlich machtlos sind sie hingegen, wenn Steinadler ihre Jungen attackieren.

## Schneeziege und Menschen
Aufgrund der Unzugänglichkeit ihres Lebensraums sind Schneeziegen weniger stark von menschlichen Einflüssen betroffen als andere nordamerikanische Säugetiere. Die Jagd ist stark reglementiert und unterliegt den Prinzipien des Wildtiermanagements. Schätzungen zur Gesamtpopulation belaufen sich auf 50.000 bis 100.000 Tiere. Die Art gilt laut IUCN als nicht gefährdet.

## Systematik
Die Schneeziege ist der einzige rezente Vertreter der Gattung Oreamnos. Ein heute ausgestorbener Vertreter, Oreamnos harringtoni, lebte bis ins Pleistozän in den südwestlichen USA und dem nördlichen Mexiko.
Trotz ihres Namens ist die Schneeziege nicht sehr nahe mit den eigentlichen Ziegen (Gattung Capra) verwandt. Ihre nächsten lebenden Verwandten innerhalb der Ziegenartigen dürften die Takine (Budorcas) und die Gämsen (Rupicapra) sein.